# Vij eller Prästseminariets likvaka
För andra betydelser, se Vij.

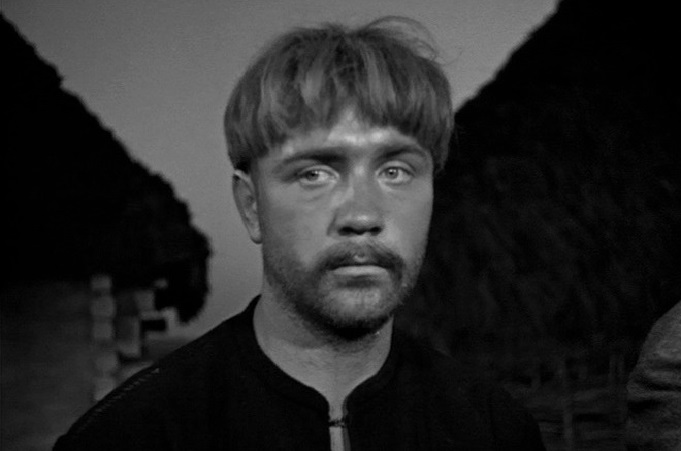
Leonid Kuravljov i rollen som Choma, notera att filmen är i färg.

Vij eller Prästseminariets likvaka (ryska: Вий) är en sovjetisk film regisserad av Konstantin Jersjov och Georgij Kropatjov efter Nikolaj Gogols kortroman med samma namn. Den är den första och samtidigt den sista skräckfilm som filmades i Sovjetunionen.[källa behövs] Före revolutionen 1917 hade berättelsen filmatiserats flera gånger, däribland 1909 av Vasilij Gontjarov och 1916 av Władysław Starewicz.

## Handling
Filmen utspelar sig i Ukraina på 1700-talet. Teologistudenten Choma Brutus beger sig med sina vänner på semester och får övernatta hos en gammal kvinna som visar sig vara en häxa. Hon sätter sig på hans hals och rider honom i luften genom åkrar och skogar. Han lyckas slänga henne av sig och slå ned henne med en påk. Han återvänder därefter till sitt seminarium men får i uppdrag att läsa begravningsceremonin för en ung kvinna som nyligen dött under mystiska omständigheter.

## Rollista
- Leonid Kuravljov – Choma
- Natalja Varlej – lilla fröken (pannotjka)
- Aleksej Glazyrin – kosacklöjtnanten (sotnik)
- Nikolaj Kutuzov – häxan (vedma)
- Vadim Zachartjenko – Chaljava
- Pjotr Veskljarov – rektor/Dorosj
- Vladimir Salnikov – Gorobets
- Dmitrij Kapka – Overko
- Stepan Sjkurat – Javtuch
- Grigorij Sotjevko – Stepan
- Nikolaj Jakovtjenko – Spirid
- Nikolaj Panasev – tröstaren (utesjitel)

## Dvd-utgåva
Filmen har i Sverige släppts på dvd med titeln "Viy – ondskans ansikte".